# Walter Generati
Walter Generati (né le 8 septembre 1913 à Bomporto, dans la province de Modène en Émilie-Romagne et mort le 8 février 2001 à Modène) est un coureur cycliste italien.

## Biographie
Professionnel entre 1936 et 1952, Walter Generati a remporté une étape du Tour de France 1937 et trois étapes du Tour d'Italie, dont il a pris la sixième place en 1937 et 1938.

## Palmarès
- 1934
  - 3e de l'Astico-Brenta

- 1935
  - Coppa Pastificio Barbieri
  - 2e du Giro dell'Irpinia
  - 3e de la Coppa Leopoldo Bozzi

- 1936
  - Turin-Ceriale

- 1937
  - 11ea étape du Tour d'Italie
  - 3e étape du Tour de France
  - Turin-Ceriale
  - 6e du Tour d'Italie

- 1938
  - 4eb étape du Tour d'Italie
  - 3e étape du Tour des Trois Mers
  - 2e du Tour des Trois Mers
  - 6e du Tour d'Italie

- 1939
  - 2e du Tour de Vénétie

- 1940
  - 7e étape du Tour d'Italie
  - 7e du Tour d'Italie

## Résultats sur les grands tours

### Tour de France
1 participation
- 1937 : abandon (5ec étape), vainqueur de la 3e étape

### Tour d'Italie
7 participations
- 1936 : 11e
- 1937 : 6e, vainqueur de la 11ea étape
- 1938 : 6e, vainqueur de la 4eb étape
- 1939 : 21e
- 1940 : 7e, vainqueur de la 7e étape
- 1946 : abandon
- 1947 : 33e